# Jardín de Simples Elbano

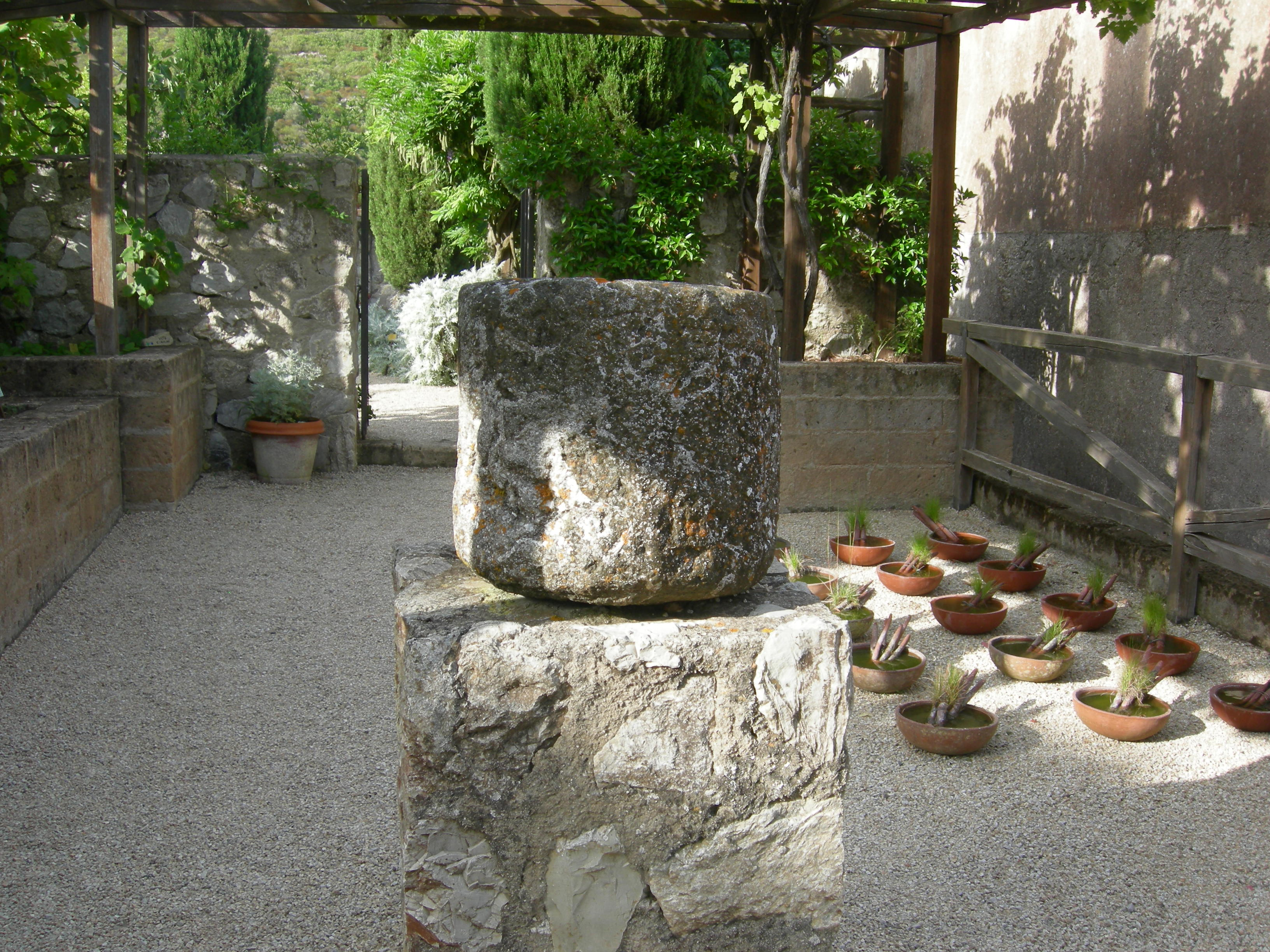
La pérgola.

El Jardín de Simples Elbano (en italiano: Orto dei Semplici Elbano), es un jardín botánico de 1 hectárea de extensión asministrado por la Universidad de Siena, en Rio nell'Elba Isla de Elba. 

## Localización
Se ubica en el interior de la isla, cerca de "Eremo di Santa Caterina" ("Ermita de Santa Caterina").
Orto dei Semplici Elbano Rio nell'Elba, Provincia de Livorno, Toscana, Italia.42°49′0″N 10°24′0″E / 42.81667, 10.40000
Se encuentra abierto todo el año.

## Historia
Fundado en 1997 por iniciativa del escritor y fotógrafo Hans Georg Berger y con la colaboración de Gabriella Corsi y Fabio Garbari (ambos profesores de la Universidad de Pisa), nació como un lugar de estudio de la biodiversidad de las plantas que se encuentran en la isla y otras islas del Archipiélago Toscano.
El jardín está en constante evolución, porque los investigadores y profesores del Departamento de Botánica de la Universidad de Pisa seguirán colaborando en la recolección de plantas nativas del archipiélago.  

## Colecciones
En las distintas placas identificativas dan información sobre las especies recolectadas, sus particularidades y usos populares, que han desarrollado durante miles de años, para su uso en la medicina y las de interés económico de la población de la isla.
Los espacios edificados de la recepción han sido diseñados por los arquitectos Roberto Gabetti, Aimaro Isola y Guido Drocco.